# 肌酸补剂
肌酸补剂（英語：creatine supplements），是主要成分為肌酸的營養補給品，用以促进骨骼肌的发达，使運動員等群体增強體育上的表現。在20世紀初，就已經有研究指出肌酸與骨骼肌之間的成長有正相關。但是直至1990年代，肌酸才開始在職業運動員之間流傳和廣泛使用。

## 發展歷史
1912年，兩位哈佛大學的教授Otto Folin和Willey Glover Denis就已經指出，食用肌酸可以有效的增加原本肌肉當中的肌酸的濃度。20年代末期，經過了不斷的實驗，終於證實上述所發表的研究內容是正確的。科學家明確的指出，食用肌酸可以有效的增強肌肉的爆發力與耐力。肌酸是一種天然的有機酸，普遍存在於脊椎動物體內。
但是上述的研究結果，並沒有引起世人太多的重視。肌酸的普遍應用，要從1992年夏季奧林匹克運動會說起。當時，時代雜誌一篇有關於當年的男子百米金牌得主林福德·克里斯蒂的報導，引起了世人廣泛的討論。林福德指出，他在備戰奧運的期間，都有持續的服用肌酸，而事後奪得金牌，也證明了自己的先知。同時，當年400公尺跨欄的金牌得主萨莉·冈纳尔也被報導指出有使用肌酸。另外，英國當年在賽艇項目奪得兩面團體金牌，選手也是在備戰期間服用肌酸，增強表現。
當年，英國選手所使用的肌酸，效果比起現代的肌酸仍然有一段落差。同時，肌酸在商業上也不是一項搶手的商品。直至1993年，Experimental and Applied Sciences (EAS)公司，首先研發出一種專門為運動員所設計的運動肌酸，名為：Phosphagen。之後的研究又指出，當人體攝取高升糖指數的碳水化合物，同時又食用肌酸時，兩者可以有效的增加肌肉的肌力與效能。
2004年，運動肌酸的研究又向前邁出一大步。第一款的乙酸乙酯肌酸( Creatine ethyl ester )(CEE)成功的研發完成，並且被廣泛的使用。而CEE肌酸也被稱為是第二代的肌酸，比起第一代的水合性肌酸，吸收的時間更短，效果更快、更好。

## 肌酸的類型
目前市售的運動肌酸，分為兩種類型。第一種是水合型肌酸（Monohydrate Creatine），一般稱為一代肌酸。第二種是乙酸乙酯肌酸，同理，稱二代肌酸。兩者使用的方法，因為內容物不同，而有所差異。
水合型肌酸商品，裡面只有白色粉末的純肌酸。食用前將之溶於水或飲料當中，攪拌均勻之後食用。純肌酸因為不易消化，必須要有植入期。所謂植入期，意指使用者在剛開始食用肌酸的前五天，每天都必須要攝取大約20公克的肌酸。五天之後，則恢復正常的用量，大約10公克。每天都必須要食用。
乙酸乙酯肌酸商品，成分除了肌酸之外，另外加有因販售廠商而異的補充品。一般所知的有葡萄糖、牛磺酸兩種。至於另外的成分，則都是各家廠商的秘方，無從得知。使用二代肌酸不需要植入期，也不用每天都攝取。當天如果有從事訓練，訓練前30 ~ 45分鐘食用即可。非訓練日可以視個人狀況來選擇是否食用，但是份量要少一點。否則會使身體過份的處於亢奮的狀態，對心臟有不良的影響。
二代肌酸比起一代肌酸，擁有較長的半衰期，較容易被身體吸收。但是也有科學家認為，二代肌酸之所以比較優秀，並不是因為上述的理由。而是因為二代肌酸當中，含有乙基的成分。乙基可以降低酸性物質的穩定度，所以如果肌酸內含有乙基，在體內比較容易被身體分解成肌酸酐( 肌酸的代謝終產物)，當然效果也會比較好。

## 肌酸與運動
肌酸常被運動員用來增加肌肉的肌力與爆發力，使用方式，一般都是將肌酸加入水或飲料裡，攪拌均勻之後飲用。但是肌酸其實是很有使用彈性的，也可以如同調味料一般加入肉裡面，料理之後食用。但是最好的方法，還是加入水裡，同時在日常飲食中，配合高升糖指數的碳水化合物。
許多的研究都證明，肌酸對於運動員的成績有顯著的提升。但是惟獨在游泳和馬拉松這兩項運動項目上，效果不佳。因為這兩項運動需要的是肌肉的耐力，而非爆發力。肌酸對於增進肌肉的爆發力有相當高的成效，但是在耐力方面，則是乏善可陳。統計數據顯示，有效的使用肌酸，可以增進將進20%的肌肉爆發力。在耐力方面，就沒有同樣傑出的效果。
但是這並不是代表肌酸對於耐力運動的運動員，完全沒有使用效果。肌酸可以延遲疲勞的產生，因此雖然幫助有限，還是可以有使用的價值。
肌酸的使用，在運動界並沒有被禁止，被視為一種正常且健康的訓練補充品。只有美國的全國大學體育協會禁止學校私自提供肌酸給選手使用。但是選手如果要自費購買，NCAA依然不禁止。

## 安全性
肌酸是有機酸的一種，原本就存在於脊椎動物體內，所以服用肌酸並不會對身體造成任何的副作用。專業的醫生建議，有腎臟方面毛病的人，對於肌酸的使用應該要適量，以避免增加腎臟的負擔。但是其實本身腎臟有毛病的人，使用任何的藥品和補給品都要適量，並不是只有肌酸而已。
肌酸帶有刺激性，所以如果心臟方面有疾病，也需要適量使用。也有研究認為使用肌酸，會增加抽筋的機率。但是一般認為這是個人身體狀況居多，如果本身在使用肌酸之後容易抽筋，可以多喝水來減低發生的機率。
另外有案例指出，肌酸可能會造成小腿的疼痛。使用肌酸會使小腿的壓力增大，尤其是在運動後服用肌酸時，症狀會比較明顯。運動過後的休習時間，有使用肌酸的實驗組，和沒有使用肌酸的對照組，疼痛的感覺的確是有升高的現象。一般認為可能是因為使用肌酸，須配合較多的飲水的緣故。
另外，也有實驗發現肌酸對於白老鼠的健康和壽命有幫助。然而，同樣的效果，能否在人類的身體裡面適用，那就不得而知了。還有，在老鼠的身上使用肌酸，原本有肺部過敏症狀的老鼠，情況會更加嚴重。
肌酸會造成尿液濃度的提升將進90倍，長期下來會有什麼影響，還沒有確切的研究。但有可能會引起相關的腎病變，例如腎結石。在老鼠的身上，肌酸會加速多囊性腎病變(PKD)的形成，但同樣的情形，在人體身上能否通用，依然無法得知。
PKD正常發生在人體的機率大約是1%，而且是一種遺傳性疾病。通常患者都不知道，醫生也很難發現病人是否罹患PKD。大約30多歲時，症狀才會開始顯現。
上述有關肌酸與病變的案例，都是來自於遺傳，或者是本身就有的毛病。換句話說，還沒有醫療的案例，指出肌酸會引起任何的疾病。但是如果身體原本就有某一些毛病，服用肌酸可能會加速疾病的惡化。因此在使用肌酸之前，為了安全，最好還是要向專業的醫生來諮詢。
另外，肌酸可以改善素食者的記憶力和辨識能力。吃素加上服用肌酸，對於身體可以有很大的幫助，體重也可以因此得到良好的控制。

## 連結
- 熱門營養補充劑 - 肌酸 （页面存档备份，存于）